# Live in Massachusetts '83
Live in Massachusetts '83 es un álbum en vivo de la banda británica de rock progresivo Asia y fue publicado en 2004.  Fue lanzado por la discográfica Voiceprint Records y tiempo después por Trademark of Official Quality en el Reino Unido, mientras que en los Estados Unidos fue publicado por la compañía United States of Distribution.
Este álbum forma parte de la colección From the Asia Archives, el cual fue grabado durante un concierto que realizó la banda como parte de su gira Alpha, en la ciudad de Boston, Massachusetts, E.U.A., en 1983.
Como dato curioso, el disco fue titulado de forma incorrecta, pues en la portada del mismo se puede leer Live in Massachusetts '83 en lugar de Live in Massachusetts '83.

## Lista de canciones

### Disco uno
| Side one |                            |                                            |          |  |
| N.º      | Título                     | Escritor(es)                               | Duración |  |
| 1.       | «Wildest Dreams»           | John Wetton / Geoff Downes                 | 5:33     |  |
| 2.       | «Time Again»               | Wetton / Downes / Carl Palmer / Steve Howe | 5:37     |  |
| 3.       | «The Heat Goes On»         | Wetton / Downes                            | 5:00     |  |
| 4.       | «Eye to Eye»               | Wetton / Downes                            | 3:24     |  |
| 5.       | «Only Time Will Tell»      | Wetton / Downes                            | 5:11     |  |
| 6.       | «Geoffrey Downes KBD Solo» | Geoff Downes                               | 5:57     |  |
| 7.       | «Beginnings»               | Steve Howe                                 | 4:58     |  |
| 8.       | «Valley of Rocks»          | Steve Howe                                 | 3:23     |  |
| 9.       | «Clap»                     | Steve Howe                                 | 7:40     |  |
| 10.      | «Midnight Sun»             | Wetton / Downes                            | 4:04     |  |

### Disco dos
| Side one |                                |                 |          |  |
| N.º      | Título                         | Escritor(es)    | Duración |  |
| 1.       | «Don't Cry»                    | Wetton / Downes | 4:42     |  |
| 2.       | «The Last to Know»             | Wetton / Downes | 5:01     |  |
| 3.       | «Open Your Eyes»               | Wetton / Downes | 7:26     |  |
| 4.       | «The Smile Has Left Your Eyes» | John Wetton     | 3:32     |  |
| 5.       | «Here Comes the Feeling»       | Wetton / Howe   | 5:00     |  |
| 6.       | «Carl Palmer Drum Solo»        | Carl Palmer     | 10:14    |  |
| 7.       | «Sole Survivor»                | Wetton / Downes | 7:49     |  |
| 8.       | «Heat of the Moment»           | Wetton / Downes | 7:34     |  |

## Formación
- John Wetton — voz principal y bajo
- Geoff Downes — teclados y coros
- Carl Palmer — batería
- Steve Howe — guitarra y coros